# Церковь Святого Климента (Одесса)
Церковь Святого Климента — утраченный римско-католический храм в Одессе. Построен в начале XX века, разрушен в 1936 году. Сохранился располагавшийся рядом с храмом дом причта, который в настоящее время выполняет функцию храма для прихода святого Климента.

## История
К конце XIX века в Одессе существовала единственная католическая церковь — церковь Успения, которая уже не вмещала всех прихожан. В 1892 году представители католической общины обратились с ходатайством о выделении на улице Балковской участка для строительства новой церкви, при которой также находились бы дома причта, церковно-приходское училище и приют для бедных и престарелых. Ходатайство было удовлетворено. Выбор района Балковской улицы был связан с тем, что здесь размещалась «Польская колония», где проживало большое количество выходцев из Польши.
В марте 1903 года строительство было начато, епископ Эдуард фон Ропп отслужил по этому поводу мессу. Строительство шло на частные пожертвования, в целом было закончено к 1906 году, хотя отделочные работы продолжались и после этого, до 1911 года. Автором проекта был архитектор Владислав Александрович Домбровский. В сооружении храма участвовали Л. Л. Влодек и Ф. А. Троупянский. Храм был выдержан в неоготическом стиле, архитектурной доминантой служили две колокольни высотой 64 метра. Храм был построен из красного кирпича с белыми лепными украшениями. В храме было семь алтарей, несколько мраморных скульптур и образов, орган, резные скамьи. Площадь храма составляла 3220 м², вмещал он около 4 тысяч прихожан. Рядом с храмом располагались здания приюта, школа, столовая и дом причта (единственное сохранившееся строение).
В 1932 году храм был закрыт, а в 1936 году взорван.
В 1993 году дом причта при бывшем храме был преобразован в церковь, которая так же, как и разрушенный храм, получила имя Святого Климента. Община окормляется священниками из ордена паллотинцев.

## Галерея

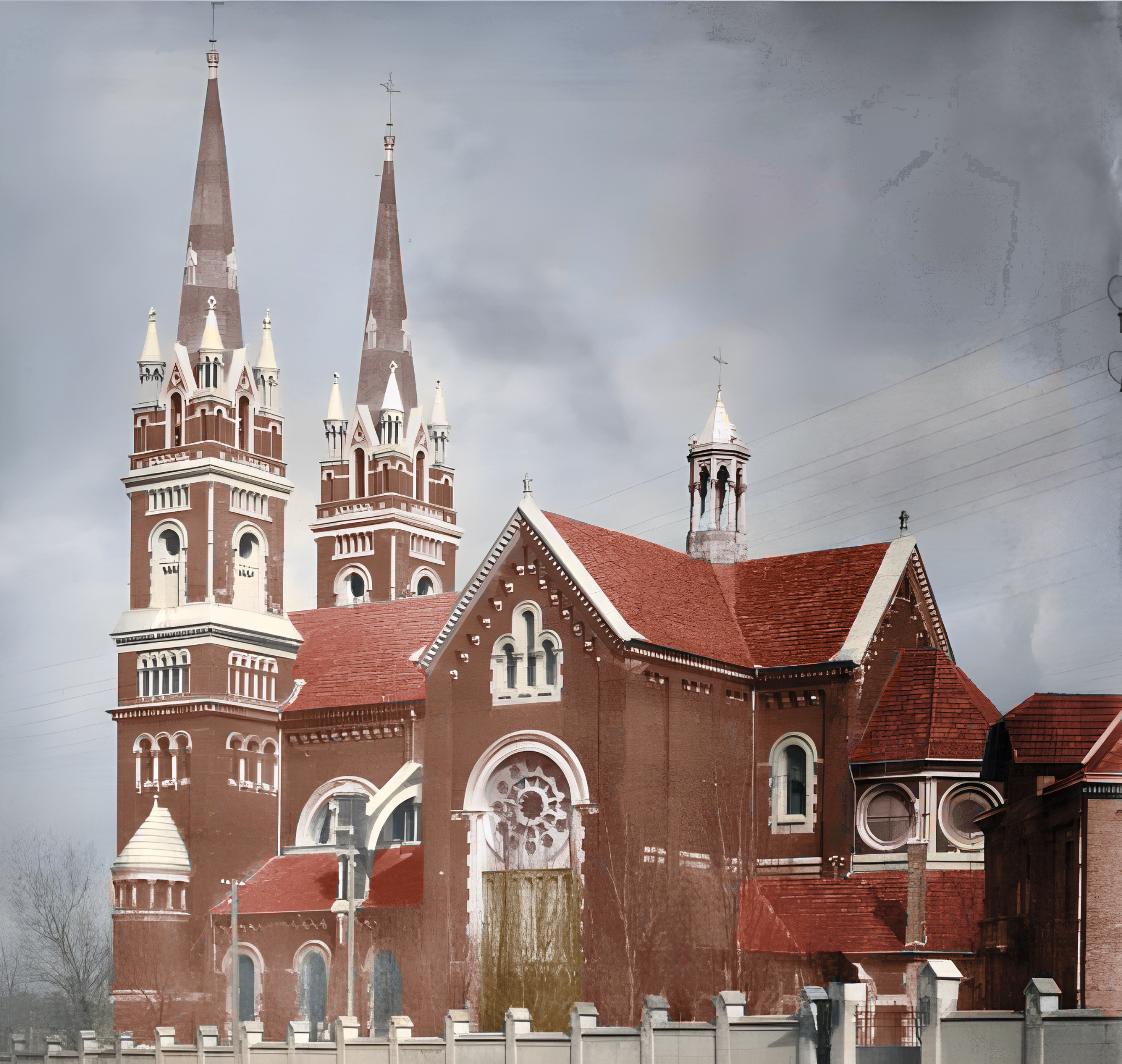
Храм в начале XX века
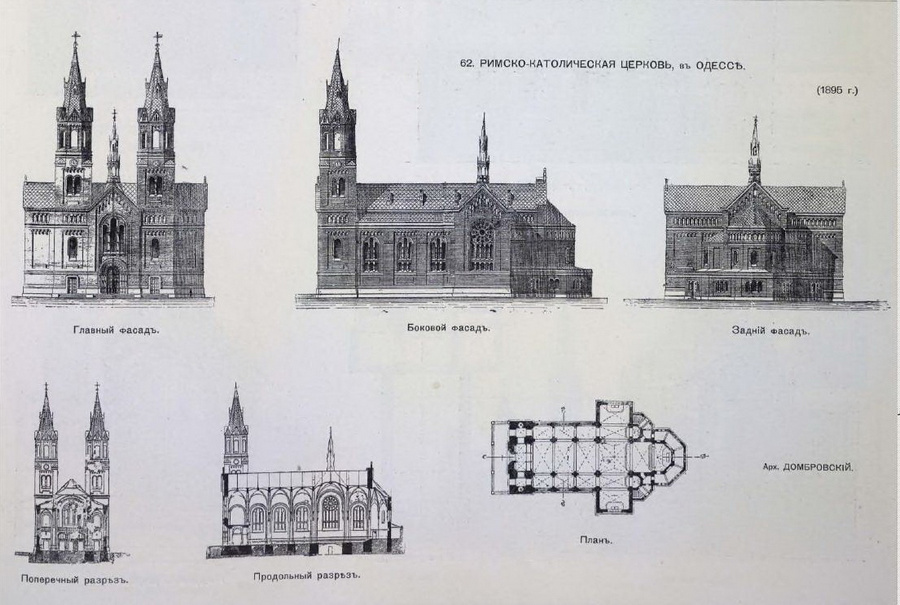
Проект храма
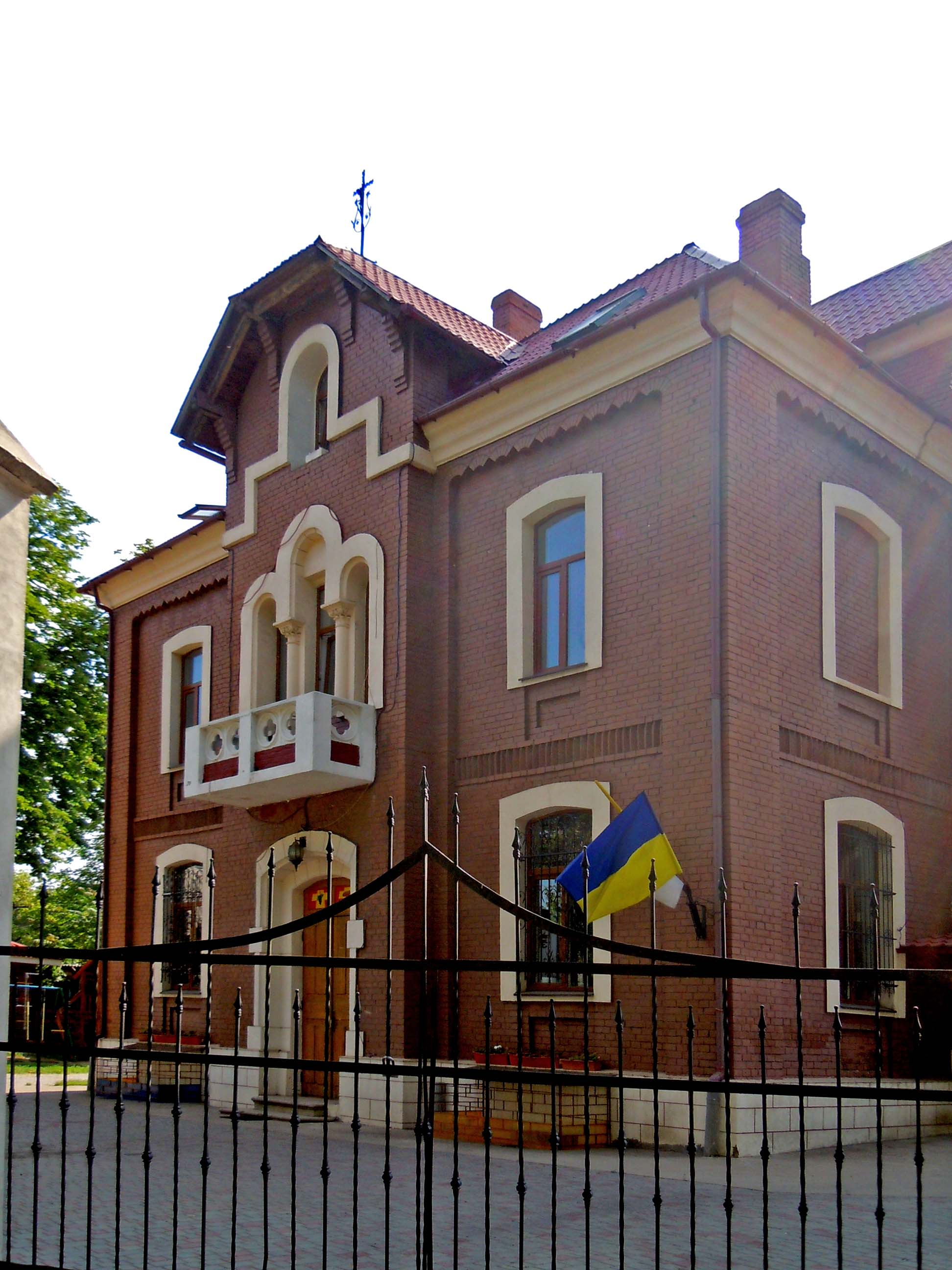
Бывший дом причта, ныне здание храма